# クローズアップ東北
『クローズアップ東北』（クローズアップとうほく）は、2002年4月5日から2018年3月2日まで放送されていたNHK総合テレビジョンの東北地方向け地域情報番組である。以前のタイトルは『ズームアップ東北』、『リポートとうほく』、『NHK東北アワー』等であった。地域別の番組についてもここで併せて記載する。

## 概要
東北地方の様々な問題を取り上げるだけでなく、地域で頑張る人にもスポットを当てる地域密着番組である。また、ローカル版によってはその県の食など、バラエティ番組的な内容で放送する回もある。
2011年3月11日に発生した東北地方太平洋沖地震（東日本大震災）に伴い、同年3月11日から4月末までは通常
『クローズアップ東北』としての放送が休止され、5月13日に放送を再開し、同時に番組ロゴをリニューアルした。東北地方の地図を形取ったロゴが使用される。
2018年3月2日をもって終了。後番組は『東北ココから』

## 進行
現在
- 真下貴（2017年4月 - 2018年3月）

過去
- 平野哲史（2013年4月 - 2014年3月、2016年4月22日 - 2017年3月）
- 金子哲也（2009年4月 - 2012年3月）
- 谷地健吾（2012年4月 - 2013年3月、『クローズアップみやぎ』も担当）
- 塚原泰介（2014年4月 - 2016年3月）
- 津田喜章（現在は『被災地からの声』も担当する）

その他

## 放送時間
いずれも日本標準時（JST）。
本放送
- 金曜日 19:30 - 19:55
『クローズアップ東北スペシャル』放送時は、19:30 - 20:45（内容によっては19:58からの気象情報が休止になることがある）。

再放送
- 土曜日 10:05 - 10:30
2010年3月までは『小さな旅』を差し替える形で日曜日の8時から8時25分に放送された。
東日本大震災後に再開した2011年5月13日の放送分は5月15日の16時20分から東北地方向けに放送された。また、この日の放送分は5月28日の17時30分から総合テレビで全国放送された。全国放送では同時に、通常実施しない字幕放送も実施された。

## 番組タイトルについて
東北ブロックの場合
- クローズアップ東北

ローカルタイトルの場合
- 宮城県 - クローズアップみやぎ（NHK仙台放送局）
- 青森県 - あっぷるワイドプラス（以前は『クローズアップあおもり』NHK青森放送局）
- 岩手県 - クローズアップいわて（NHK盛岡放送局）
- 秋田県 - Watch A（ウォッチエー）（以前は『クローズアップあきた』→『あきた・よる金』NHK秋田放送局）
- 山形県 - ディスカバーやまがた（NHK山形放送局）
- 福島県 - クローズアップふくしま（NHK福島放送局）